# Gotland Grand National
Gotland Grand National är en av världens största endurotävlingar. Den kördes årligen på alla helgons dag från 1984, och sedan 2014 helgen innan. Tävlingsplatsen hade tidigare varit på Tofta skjutfält utanför Visby på Gotland, men inför 2024 års tävlingar tvingades arrangören hitta en ny plats, då Sveriges militär behövde Tofta skjutfält, och i stället flyttades tävlingarna till Hejdeby, som också liger på Gotland.

Tävlingen lockar över 30 00 förare från hela världen som deltar under helgen. Tävlingen är den största reseanledningen till och från Gotland under lågsäsong och genererar 100 000 000 kronor till besöksnäringen och 1 miljon till föreningslivet på Gotland.

## Historia
GGN bildar tillsammans med Stångebroslaget och Ränneslättsloppet en Svensk Enduroklassiker. Sedan 2008 fördelas förarna på nio klasser, alla med solomotorcykel kategori I grupp A1 maskinklass E1-3 och MX1-3. Från 2014 har även fler klasser tillkommit. År 2000 passerades gränsen 2000 deltagare. År 2014 infördes även veteranklass, som körs samma dag som lilla Gotland Grand National. År 2015 infördes även en el-klass för eldrivna motorcyklar. 
2010 anordnades för första gången tävling för ungdomar 12-16 år med 55 startande.
2015 var 32:a upplagan av GGN och kördes lördagen den 24 oktober, ungdom och veteranklass kördes fredagen den 23 oktober samma år.
2023 blev sista året då tävlingen körs på Tofta skjutfält. Anledningen är att Försvarsmakten i och med det förändrade säkerhetsläget och kommande NATO-inträdet behöver kunna nyttja skjutfältet året om. 

## Klasser
- Elit/herr
- Elit/damer
- Bredd
- Junior
- Motion: 15-29 år
- Motion: 30-39 år
- Motion: 40-49 år
- Motion: 50-59 år
- Motion: 60+ år
- Damer 15-29 år
- Damer 30+ år

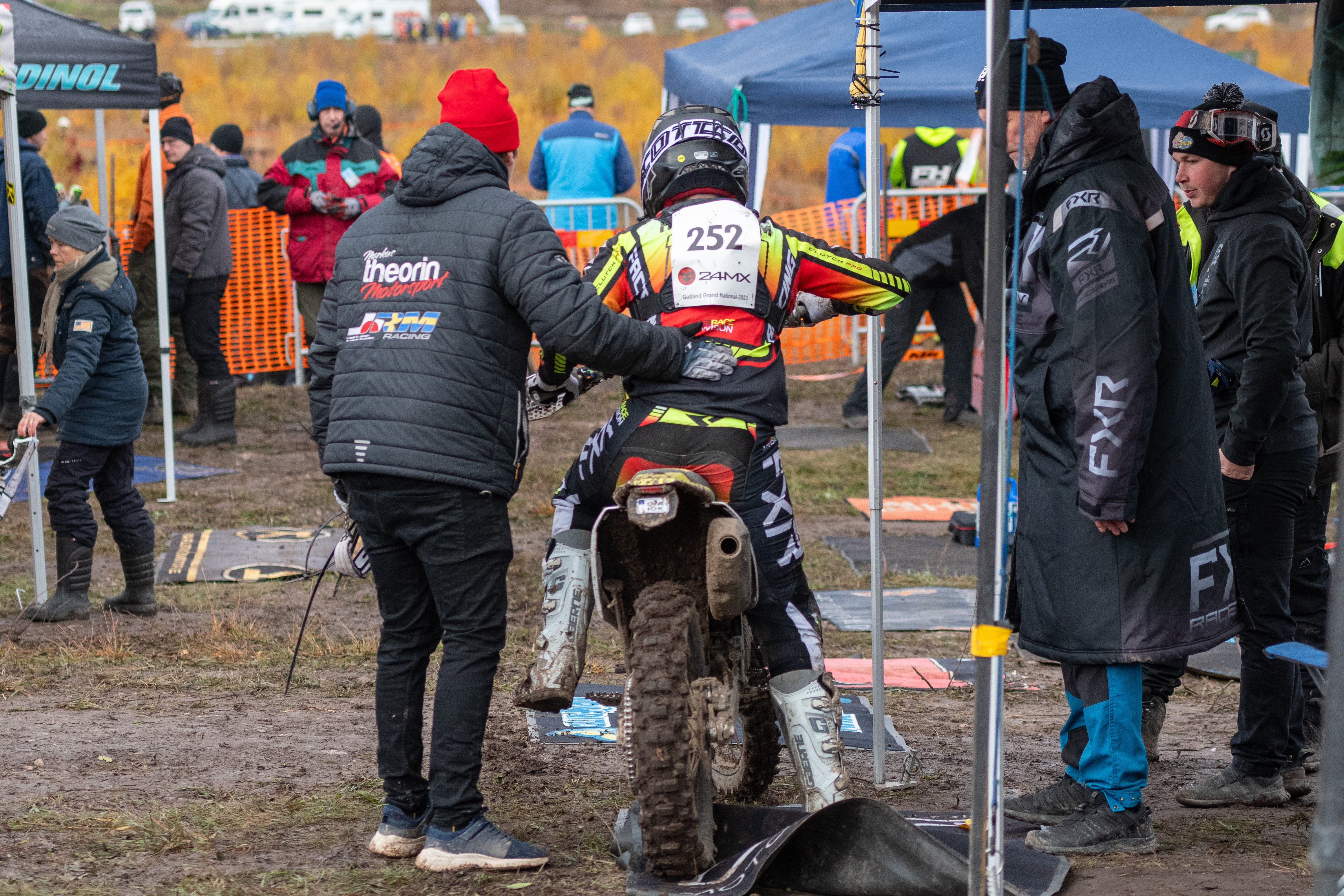
Förare i depån i elitklassen.

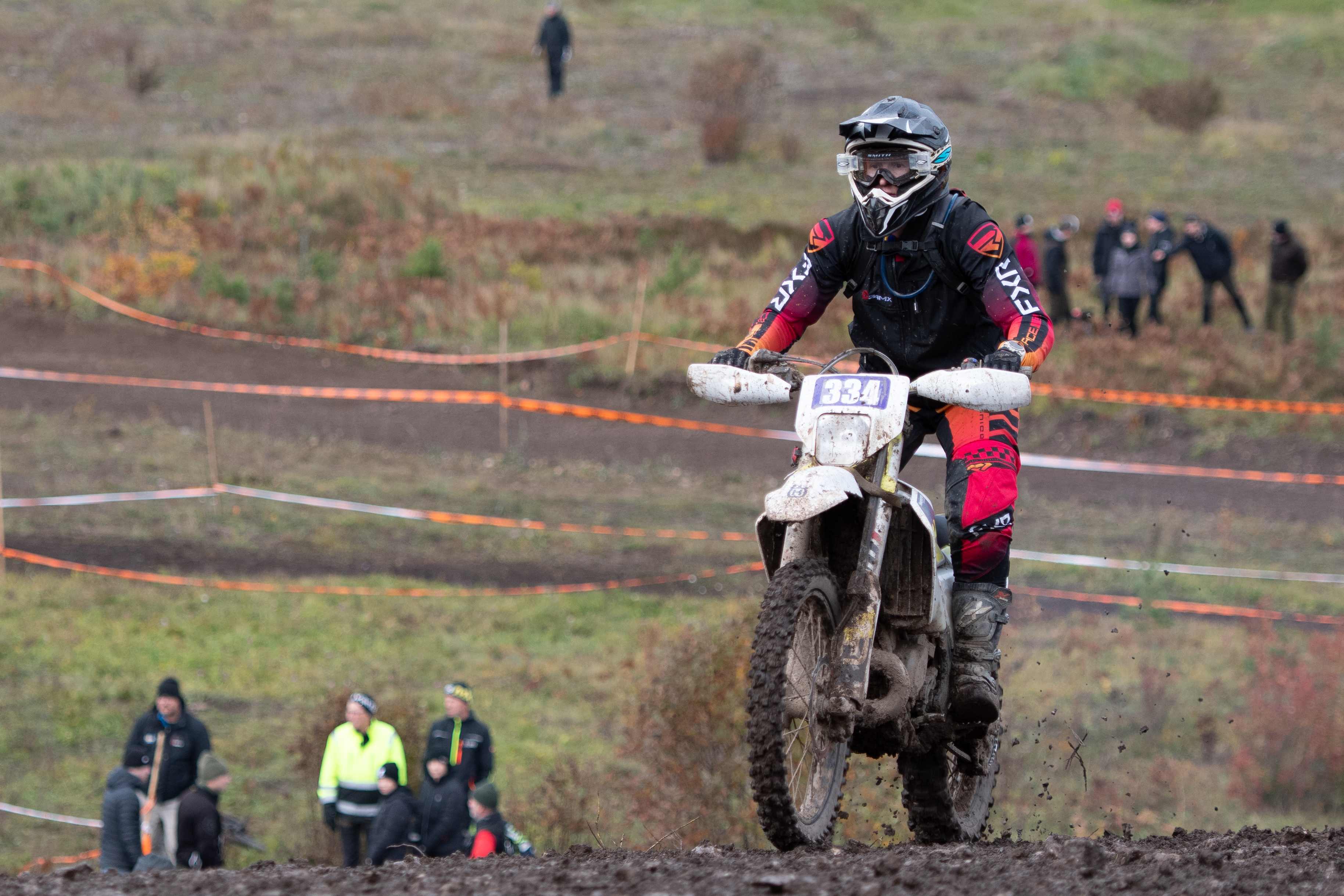
Celine Eriksen i damernas elitklass.

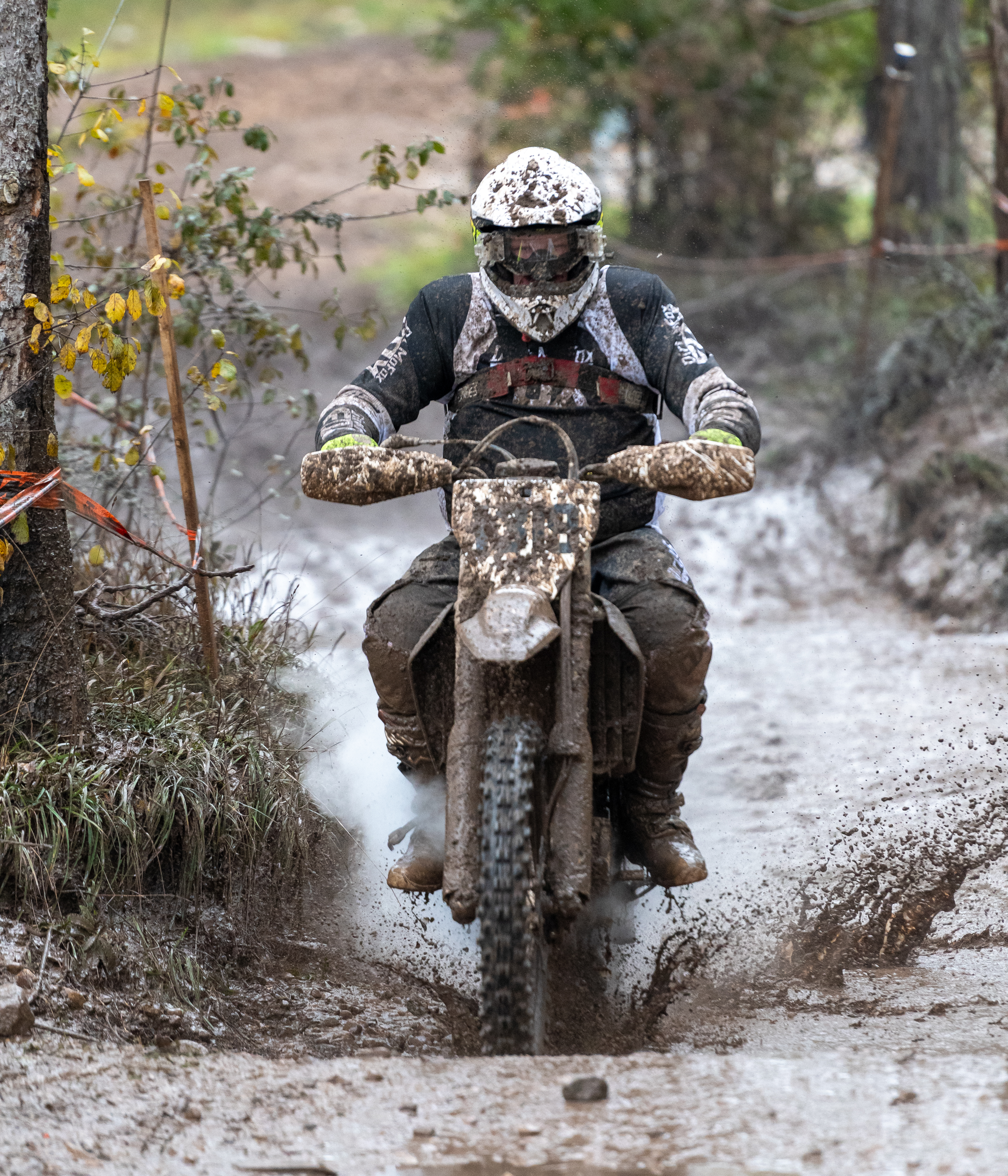
Förare under tävlingen 2023.

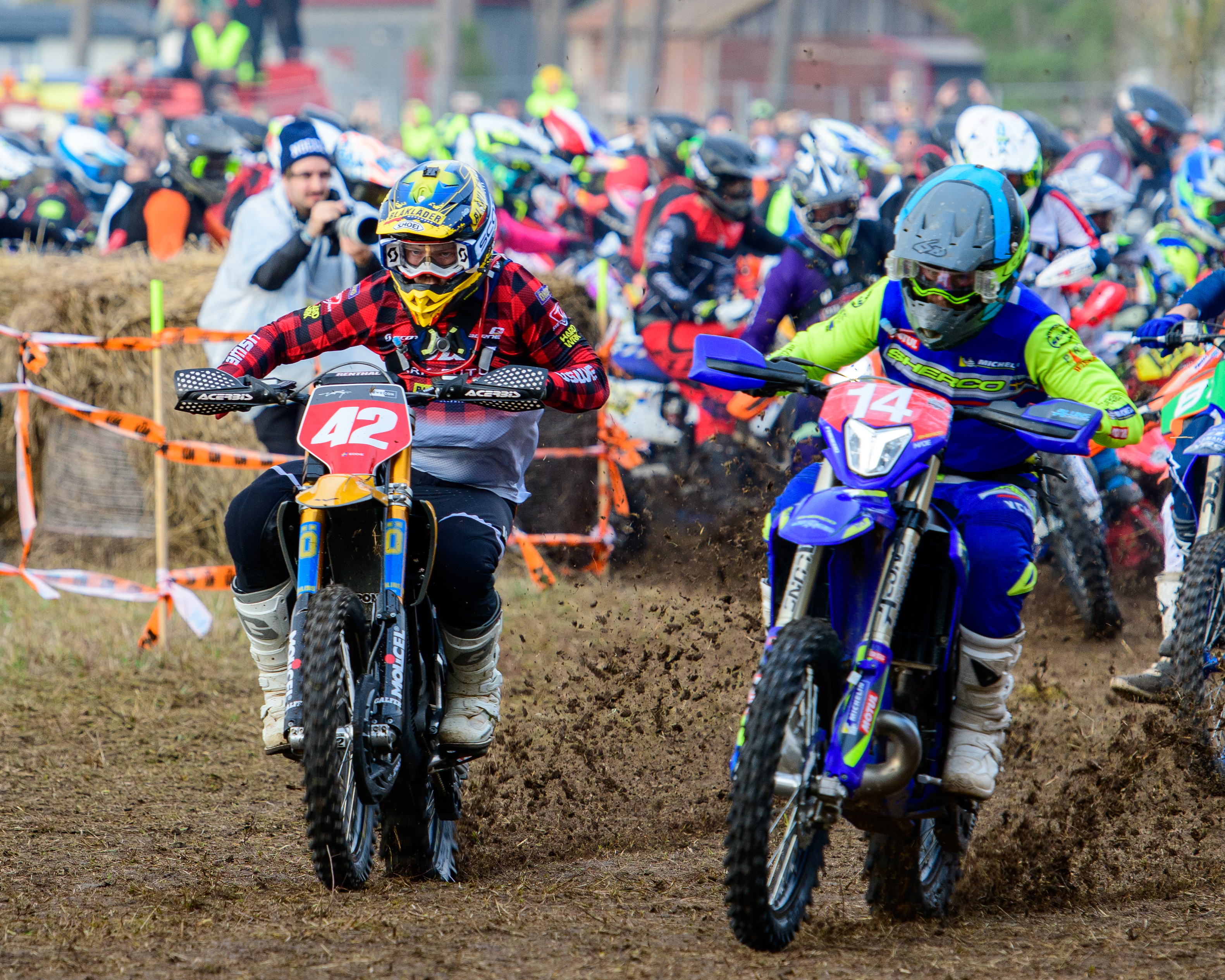
Starten 2024.

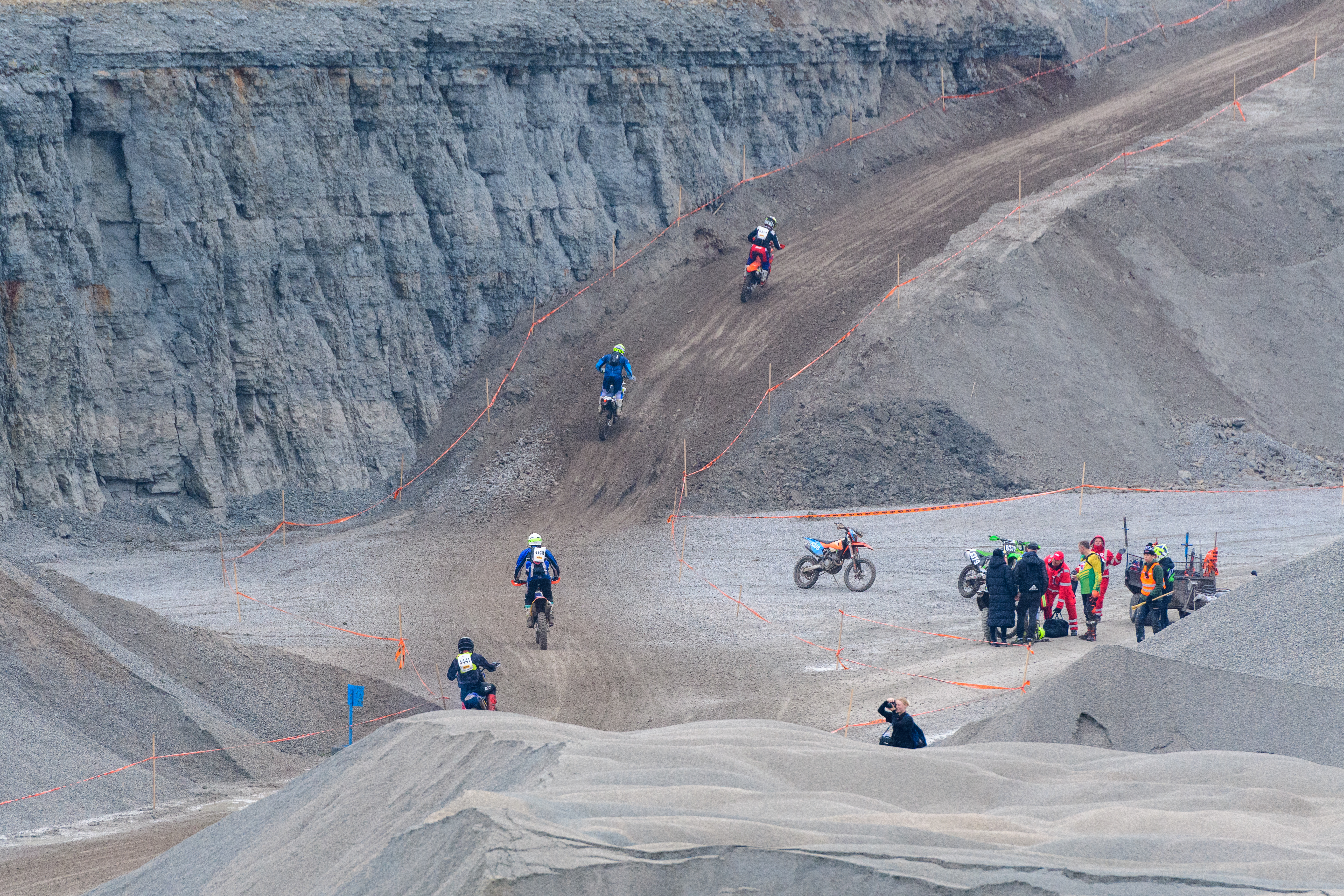
Den nya banån i Hejdeby.

- Militär (Yrkesofficerare och FMCK-instruktörer tävlar på armés mc Husqvarna 258 med militär mc-utrustning)
- Veteran 4 klasser
- El
- Adventure
- Ungdom
- Guldhjälm

## Totalsegrare i GGN
- 1984: Per Grönberg, Västerås MK
- 1985: Dick Wicksell, SMK Uppsala
- 1986: Peter Hansson, Tibro MK
- 1987: Thomas Gustavsson, Tibro MK - Segrare i loppet LC-challange som kördes parallellt med GGN 1987 Peter Hansson Tibro MK
- 1988: Peter Hansson, Tibro MK
- 1989: Peter Hansson, Tibro MK
- 1990: Peter Hansson, Tibro MK
- 1991: Joachim Hedendahl, MC Alingsås
- 1992: Joachim Hedendahl, MC Alingsås
- 1993: Peter Hansson, Tibro MK (6 segrar 5 GGN + 1 LC 1987)
- 1994: Joachim Hedendahl, MC Alingsås
- 1995: Joachim Hedendahl, MC Alingsås
- 1996: Joachim Hedendahl, MC Alingsås
- 1997: Mats Nilsson, SMK Dala
- 1998: Joachim Hedendahl, MC Alingsås (6 segrar)
- 1999: Kenneth Gundersen, NMK Oslo
- 2000: Kenneth Gundersen, NMK Oslo
- 2001: Jonas Edberg, Huskvarna MK
- 2002: Mats Nilsson, SMK Dala Falun
- 2003: Kenneth Gundersen, Crossover MC
- 2004: Mats Nilsson, SMK Dala Falun
- 2005: Samuli Aro
- 2006: Mats Nilsson, SMK Dala Falun
- 2007: Mats Nilsson, SMK Dala Falun
- 2008: Mats Nilsson, SMK Dala Falun
- 2009: Mats Nilsson, SMK Dala Falun
- 2010: Mats Nilsson, SMK Dala Falun (8 segrar)
- 2011: Pierre-Alexandre Renet, Frankrike
- 2012: Pierre-Alexandre Renet, Frankrike
- 2013: Pierre-Alexandre Renet, Frankrike
- 2014: Pierre-Alexandre Renet, Frankrike (4 segrar)
- 2015: Josh Strang, Australien[8]
- 2016: Kenneth Gundersen, Norge (4 segrar)[9]
- 2017: Kjetil Gundersen, Norge[10]
- 2018: Albin Elowson, FMCK Skövde[11]
- 2019: Filip Bengtsson, Vimmerby MS[12]
- 2020: Mikael Persson, Karlskoga EK[13]
- 2021: Mikael Persson, Karlskoga EK[14]
- 2022: Albin Elowson, FMCK Skövde[15]
- 2023: Albin Elowson, FMCK Skövde[16]
- 2024: Max Ahlin, Sverige[17]

### Damer
- 2019: Hanna Berzelius, Linköpings MS, vann damklassen.[18]
- 2020: Matilda Ahlström, FMCK Skövde[19]
- 2021: Matilda Huss[20]
- 2022: Tyra Bäckström, MX Stockholm[21]
- 2023: Linnéa Åkesson, FMCK Skövde[22]
- 2024: Martine Hughes, Norge[17]

## Bilder

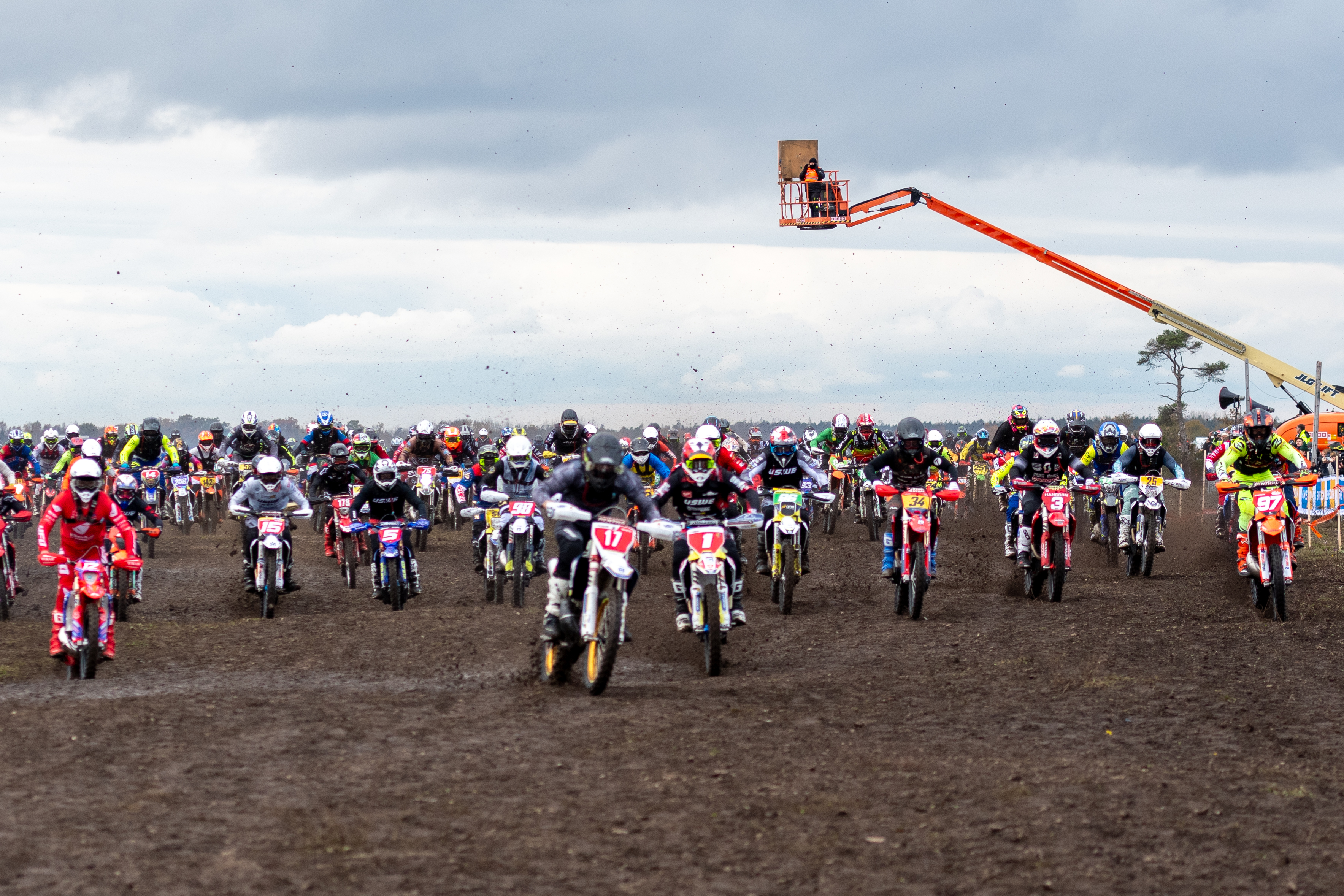
Starten för elitklassen 2023.
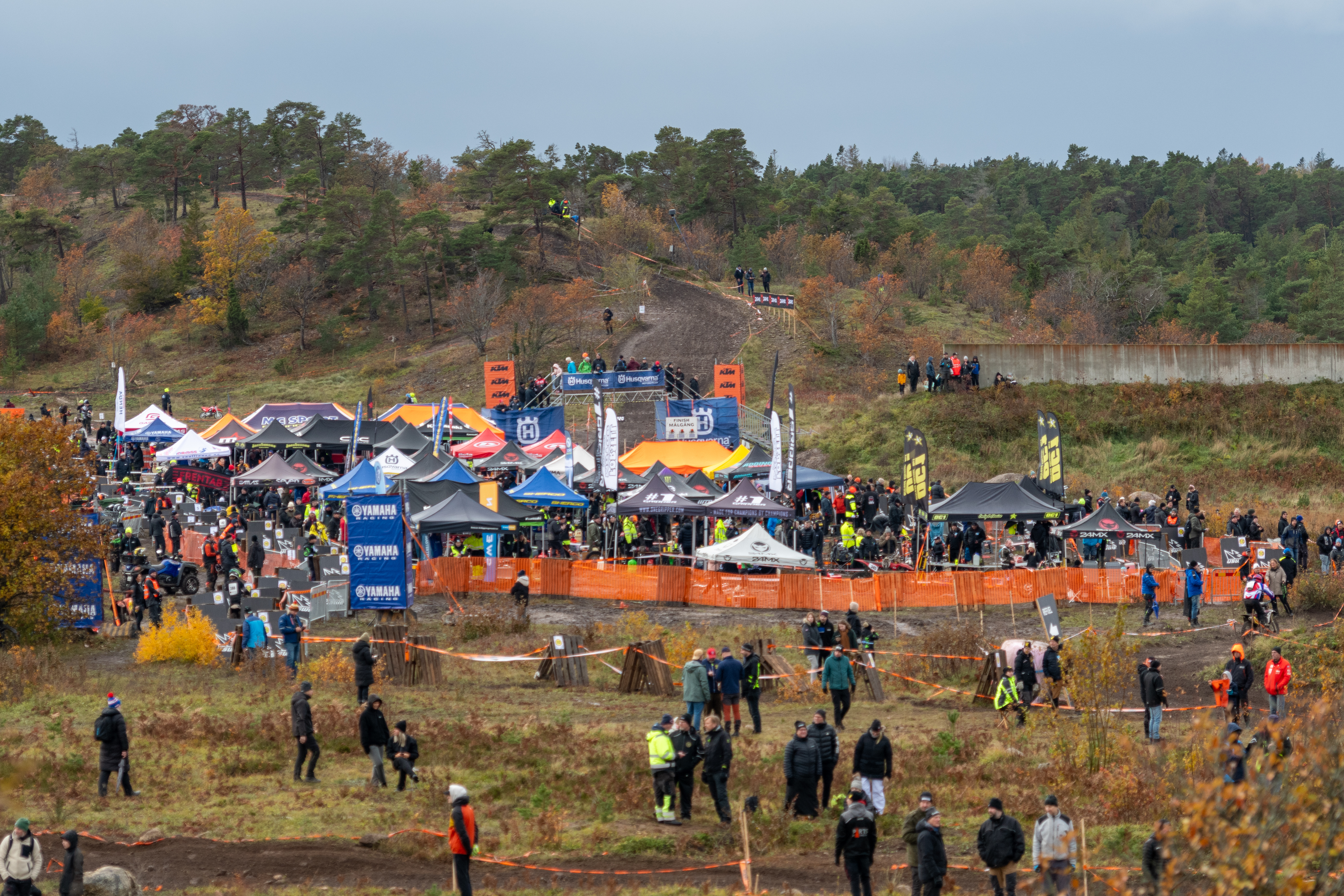
Vy mot depåområdet 2023.
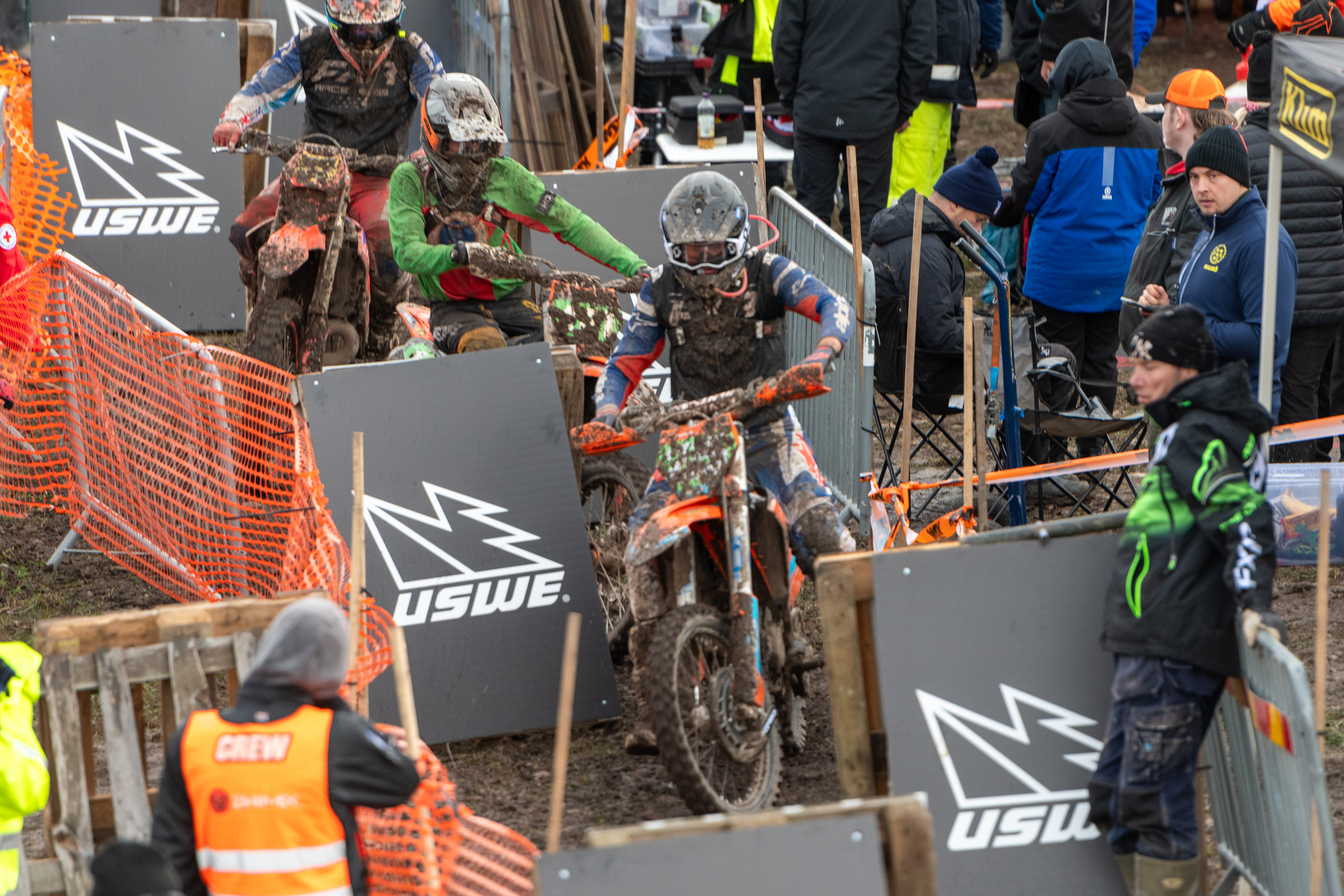
Utfart från depån 2023.
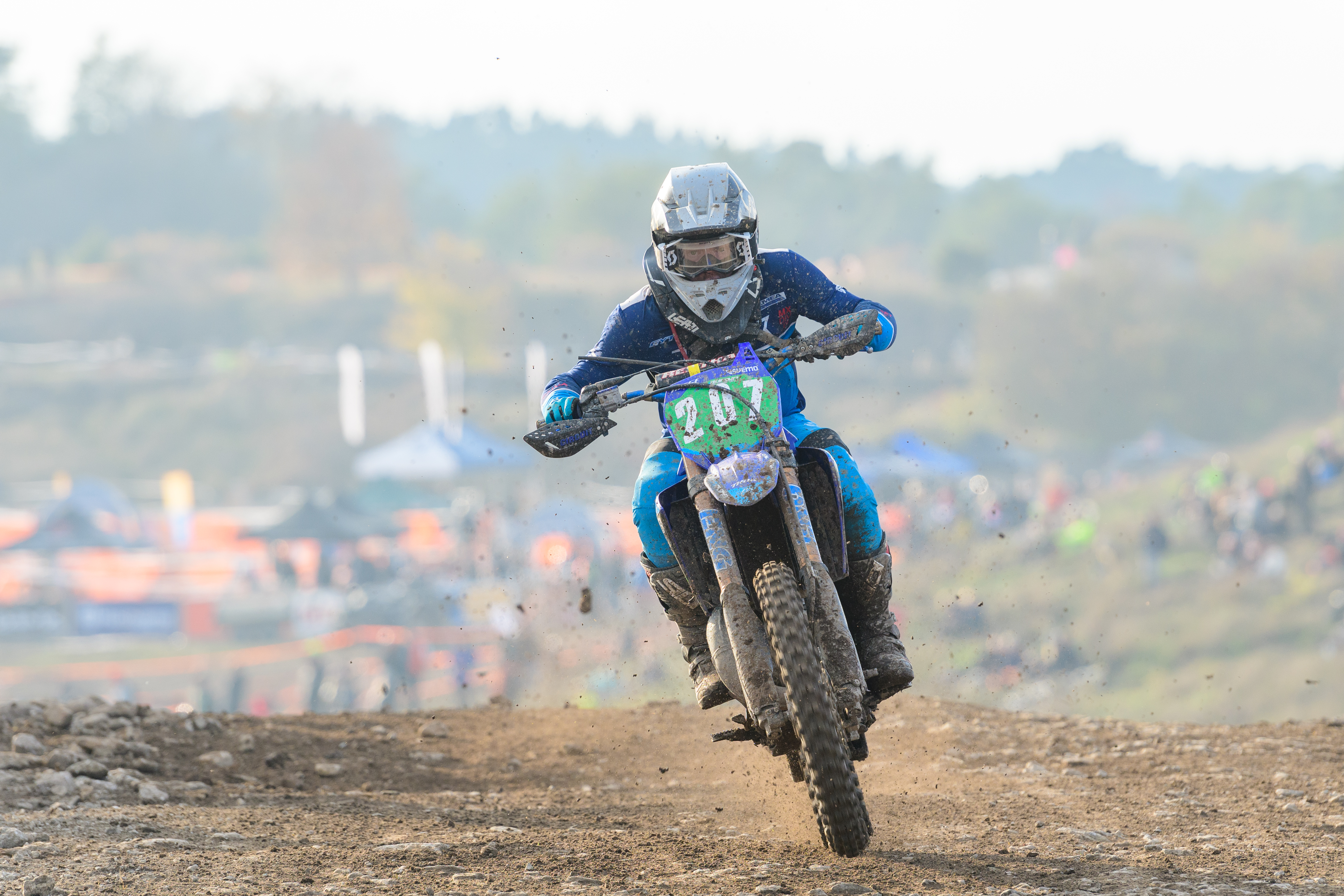
Nils Anderberg under tävlingen 2024.